# David Adickes
David Adickes, né le 19 janvier 1927 à Huntsville au Texas et mort le 13 juillet 2025, est un sculpteur américain. Son œuvre la plus célèbre est la statue monumentale de Samuel Houston dite A Tribute to Courage.

## Biographie
Après la Seconde Guerre mondiale, durant laquelle il sert dans l'Army Air Corps, il effectue ses études à la Sam Houston State University puis au Kansas City Art Institute. Il voyage beaucoup en Europe, au Japon, au Moyen-Orient, en Russie et en Afrique du Nord ; il retourne ensuite au Texas pour enseigner les Arts à l'Université du Texas à Austin et s'installe définitivement à Houston au milieu des années 1960. 

## Œuvre
Ses principales sculptures sont : 
- The Virtuoso (Houston, 1983)
- The French Telephone (Houston, 1984)
- The Stone Trumpet (Galveston, 1984)
- The Winds of Change (Bush International Airport, Houston, 1989)
- A Tribute to Courage (Huntsville, 1994)
- Beatles Statues (Houston, 2007)